# V3

V3는 대한민국의 안랩이 만든 컴퓨터 바이러스 검사 프로그램이다. 최신 V3 계열 제품은 PC 통합보안 서비스인 V3 365 클리닉, V3라이트, 기업용 백신 V3 Internet Security 9.0이다.

## 역사

### 시작시기
1988년 6월 당시 의대 박사 과정에 있던 안철수는 컴퓨터 바이러스인 브레인을 치료하기 위해, 바이러스 검사 프로그램을 개발하였다. 안철수는 자신의 컴퓨터에 감염된 브레인 바이러스를 컴퓨터 언어로 치료한 후 친구의 권유로 누구나 쉽게 쓸 수 있는 치료 소프트웨어를 만들어 ‘백신(Vaccine)’이라고 이름을 붙였다. 바이러스 검사 소프트웨어를 백신 소프트웨어로 부르게 된 것은 이때부터이며, 고유 명사가 제품 전체를 의미하는 보통 명사로 확장된 경우이다. 그 뒤 'V2', 'V2 플러스(V2plus)' 등으로 진화하였으며, 'V3'라는 이름의 보안 프로그램은 미켈란젤로 바이러스의 기승으로 대중적 인지도를 얻은 1991년에 처음 발표되었다.

### V3의 여러 이야기
V3+ Neo 라는 무료백신을 제공하였는데, V3+ Neo는 시그니처 수의 증가로 인해 3.5' 디스켓2장이 필요하는 등 실제 이용이 매우 어렵고 제한되게 되었다. 결국 한동안 무료백신에 크게 신경을 쓰지 않던 안랩은 알약 등의 경쟁 무료 제품의 확산을 막기 위해 빛자루 제품을 유료에서 무료로 바꾸고 V3 Lite 라는 무료 제품을 출시한다. (V3+ NEO는 V3 Lite 출시 이후 단종되었다.)
V3는 한동안 스파이웨어 제거 프로그램을 "스파이제로"라는 별도의 유료제품으로 판매하였으며, 이는 전 세계의 다른 제품들도 비슷하였으나, V3가 다른 외산백신들보다 백신과 안티스파이웨어 제품의 통합이 1세대(1년)가량 늦었다. 후에 V3도 v3 IS 2007 플래티넘 버전에서 스파이제로를 제품에 통합하였고 기본 제품 사용자들을 무료로 플래티넘 버전으로 업그레이드할 수 있게 하였다.
안랩은 1999년 4월 CIH 바이러스 대란이나 2003년 1·25 인터넷 대란 때부터 2008년 개인 정보 유출 사건, 2009년 7·7 DDoS 대란에 이르기까지 사고의 원인 규명이나 대책 제시 등 신속한 대응으로 주목을 받은 바 있다. 2006년 3월 일본에서도 위니 바이러스가 전국을 휩쓸 때 전용 백신을 무료 공급해 일본 사용자들의 신뢰를 얻은 바 있다.
개인용 유료 보안 서비스인 'V3 365 클리닉'은 한동안 V3 IS 2007 플래티넘과 함께 병행 판매되었으나, 결국은 V3 IS 2007 플래티넘을 완전히 대체하게 되었는데, V3 IS 2007과의 큰 차이점은 제품 라이선스 1개로 3개의 PC에 설치가 가능한 것과 함께 PC주치의 서비스라는 원격PC관리 서비스를 유료로 제공한다는 점이다. 원격PC관리 서비스를 통해 무료백신 출시로 인한 수익저하를 벌충하기 위해 유료화와 함께 양성화를 추진하는 정면승부를 하게 된 것이다.
V3 365 클리닉은 ver2.5에 와서 휴리스틱 진단기능(ASD: Ahnlab Smart Defense라는 이름의 클라우드 컴퓨팅 기반으로 제공된 기술)이 추가되면서 진단률이 한층 향상되었다. 또한 V3 365 클리닉은 기존 V3 IS 2007 플래티넘에 있던 개인정보유출기능을 제거하고 명의도용방지 서비스를 내놓았다.
V3는 아시아 지역에서 탄생한 가장 오래된 아시아 대표 보안 소프트웨어이기도 하다. 미국 보안 기업들이 세계 보안 시장 판도를 좌우하고 있는 상황에서 자국 시장을 50% 이상의 시장점유율로 지키는, 전 세계적으로 보기 드문 프로그램이다. V3는 비서양권 업체 중 최다 국제 보안 인증을 보유했으며, 대한민국 정부 선정 ‘세계일류상품’으로 일본, 중국, 동남아, 중남미 등 해외 각국에 자체 브랜드로 수출되는 거의 유일한 소프트웨어이다.

## V3의 버그와 사고 일지
- 윈도우 비스타에서 V3의 엔진을 업데이트 한 뒤 부팅이 되지 않아, 일부 사용자가 HDD를 포맷해야 하는 일을 겪었다. 윈도비스타의 사용자가 소수인데다 비교적 초기에 피드백돼서 문제가 확대되진 않았다. 그러나 같은 일이 불과 2달여뒤 XP에서 크게 재발한다.
- 윈도우 XP의 서비스 팩 3(SP3)을 설치한 시스템에서, V3의 엔진을 업데이트 한 뒤 부팅이 되지 않는 사례가 발생하였다. 이 문제로 당황한 많은 사용자들이 HDD를 포맷하는 일을 겪었다. 이는 안랩에서 7/10(목) 배포된 V3 엔진 2008.07.10.01 버전에서 서비스팩 3 파일 중 Lsass.exe 을 Win-Trojan/Infactlsass.13312 로 잘못 진단하여 삭제하는 사고가 생겼기 때문이다. 이에, 안랩은 복구 CD를 제공하고 있다.[1]

현재, 안랩에서 부팅파일을 지원하고 있고, 한국 마이크로소프트 홈페이지에도 공지로 올라와 있다.

## V3 제품군
- Vaccine~V3Pro 98 - 과거의 V3.
- V3+ Neo - 무료로 개인 사용자를 위해 제공되는 도스 모드 전용 V3로, 매주 목요일마다 바이러스 목록이 갱신된다. 현재는 단종되었다.
- V3Pro 2000 Deluxe
- V3Pro 2002 Deluxe
- V3Pro 2002 Light (삼성화재 등에서 제공)
- V3Pro 2004 Deluxe
- V3 Internet Security 2007
- AhnLab SpyZero 바이러스가 아닌 애드웨어와 스파이웨어에 대응하도록 만들어진 제품. 패키지 가 아니라 온라인 ASP 전용이었으며, 다음과 같은 사이트에서 이용할 수 있었다.
- AhnLab SpyZero 2.0 바이러스가 아닌 애드웨어와 스파이웨어에 대응하도록 만들어진 제품. 한동안 따로 유료로 팔기위해 별도패키지판매를 고집하였지만 결국 V3 IS 2007과 합쳐진 V3 IS 2007 platinum 을 내놓게 되었고, V3 IS 2007은 단종된다.
- V3 Internet Security 2007 Platinum - V3 Pro 2004의 후기 제품군으로 해킹과 스파이웨어에 대응하도록, 보안 기능이 추가된 개인용 통합형 보안 소프트웨어이다. 현재는 단종되었다.
- V3 Internet Security 9.0 Platinum - V3 Internet Security 2007 Platinum의 기업용 제품.
- V3 Internet Securiy 9.0 - V3 Internet Security 9.0 기업용 제품
- V3VirusWall FileScan - 리눅스, 유닉스 서버용
- V3Mobile for Palm/AhnLab Mobile Security - PDA용 바이러스 제거 소프트웨어
- AhnLab SpyZero 2007 국내에서는 판매되지 않았으며 주로 스파이제로를 수출하던 때 제작됨. 특징은 V3 IS 인터페이스.
- AhnLab SpyZero 2009 20th Annaversary 일본 수출용. 20주년 기념 제품.
- MyV3 -인터넷으로 연결된 컴퓨터로 들어오는 윔 바이러스 등을 검출·제거한다.엑티브엑스기반으로 인터넷 익스플로러에서만 작동한다.
- V3 Internet Security 2007 Platinum V3IS2007+SZ2007.
- 빛자루 - 본래 유료제품으로 기획되었으나 알약에 대응하기 위해 무료로 배포된 윈도 기반 첫 무료 V3으로, 현재 서비스가 종료되었다.
- V3 Lite - 빛자루의 차기 제품으로 개인 사용자에게 무료로 배포한다. V3 Lite를 설치할 경우 사이트가드라는 추가 기능을 선택 사항으로 설치할 수 있다. 백신의 특징은 가벼우며 깔끔한 인터페이스를 가지고 있다. 빛자루에 비해 방화벽이 없다. 현재는 V3 Lite 3.0으로 업데이트되었다.
- V3 Lite 4.0 무료백신 2019-02-27부터 서비스 시작했다.
- V3 Internet Security 2008 Platinum 홍콩 수출용
- V3 Internet Security 2009 Platinum 중국/일본 수출용
- V3 Internet Security 2009 일본 수출용
- V3 Internet Security 9.0 스파이웨어 감시에서도 치료가 가능한 제품. 해외에서도 판매된다.
- V3 365 클리닉 PC주치의: 노턴제품처럼 1제품 3pc설치를 하게 만든 첫 제품, PC주치의 서비스를 백신에 통합했다. PC주치의 서비스는 1년 무제한.
- V3 365 클리닉 플러스: V3 365 클리닉 스탠다드에다가 PC주치의 1회권을 추가한 제품
- V3 365 클리닉 스탠다드: 주치의서비스를 완전히 별도 서비스로 분리한 뒤 남은 기본형제품
- 사이트가드 AhnLab SiteGuard 안랩 최초의 웹보안제품 - 서울특별시전자상거래센터에 등록된 사기사이트차단, Anti-Phishing Working Group에 등록된 피싱사이트 차단, 변조된 웹사이트 진단 및 차단을 통해 사용자를 보호한다. 현재는 서비스 종료되었다.